# جولييان بارتولو
جولييان بارتولو (بالإسبانية: Julián Bartolo)‏ هو لاعب كرة قدم أرجنتيني في مركز الوسط، ولد في 15 أبريل 1996 في الأرجنتين. لعب مع Club Atlético San Miguel ‏.

## وصلات خارجية
- جولييان بارتولو على موقع قاعدة بيانات كرة القدم.إي يو (الإنجليزية)
- جولييان بارتولو على موقع Soccerway.com (الإنجليزية)